# Hiéroglyphe égyptien R5
L'encensoir en hiéroglyphes égyptiens, est classifié dans la section R « Mobilier cultuel et emblèmes sacrés » de la liste de Gardiner ; il y est noté R5.

## Représentation
Il représente un encensoir sachant que c'est la version probablement mal interprété de l'hiéroglyphe d'Ancien Empire R6 et que les encensoir dit en « Bras d'Horus » apparaissent au Moyen Empire. Il est translittéré kȝp ou kp.

## Utilisation
| R5 · p | D40 |

| R5 · p | D40 |

d'où découle sa fonction en tant que phonogramme trilitère de valeur kȝp.

C'est un phonogramme bilitère de valeur kp.
| R6 |

| R6 |

## Exemples de mots
| R5 · p | pr |

| R5 · p | pr |

| s | R5 · p | S28 |

| s | R5 · p | S28 |

| R5 · n | y · N25 |

| R5 · n | y · N25 |